# Bathythrix crassa
Bathythrix crassa là một loài tò vò trong họ Ichneumonidae.